# Charles Simon (Fußballfunktionär)

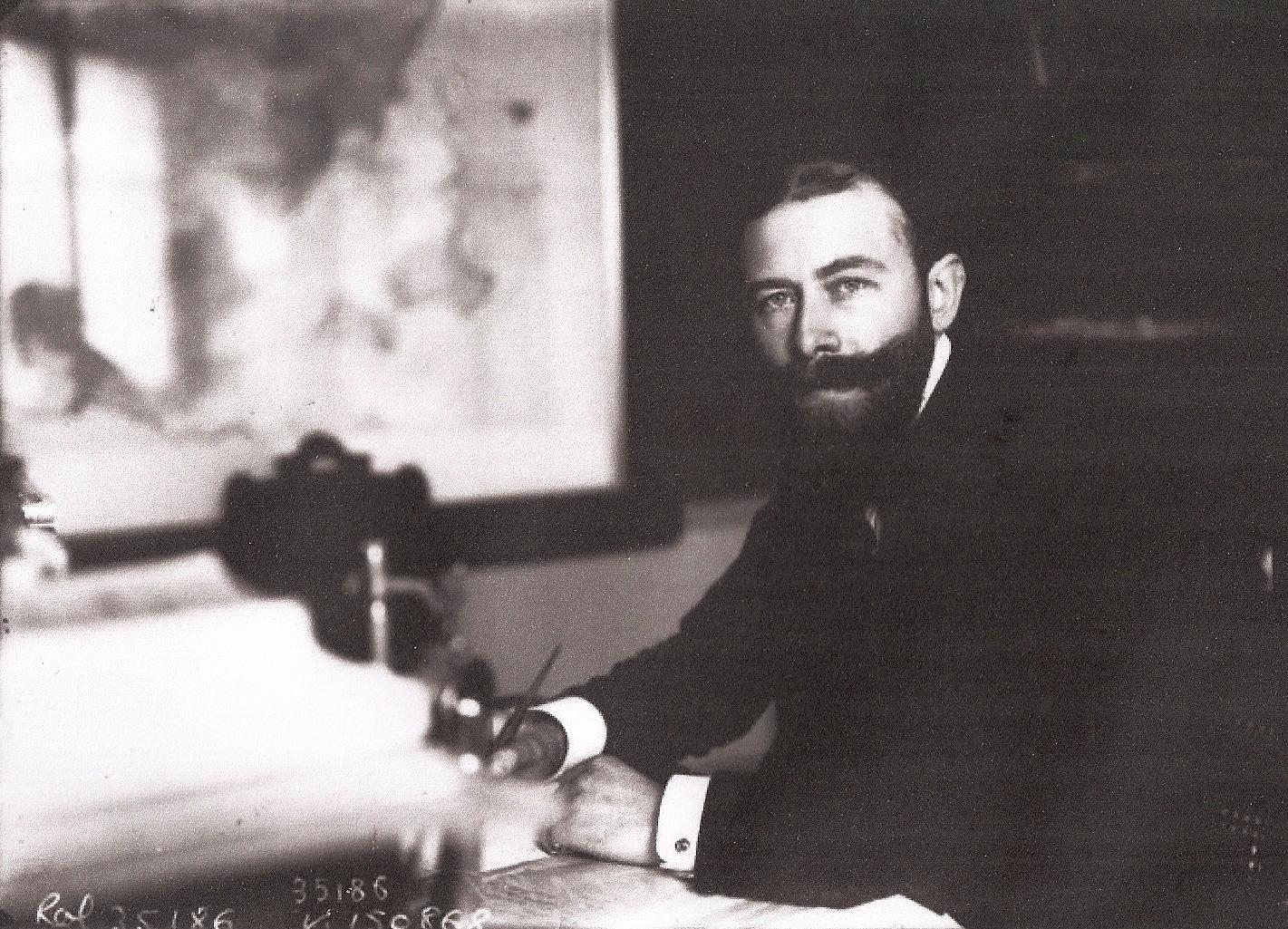
Charles Simon

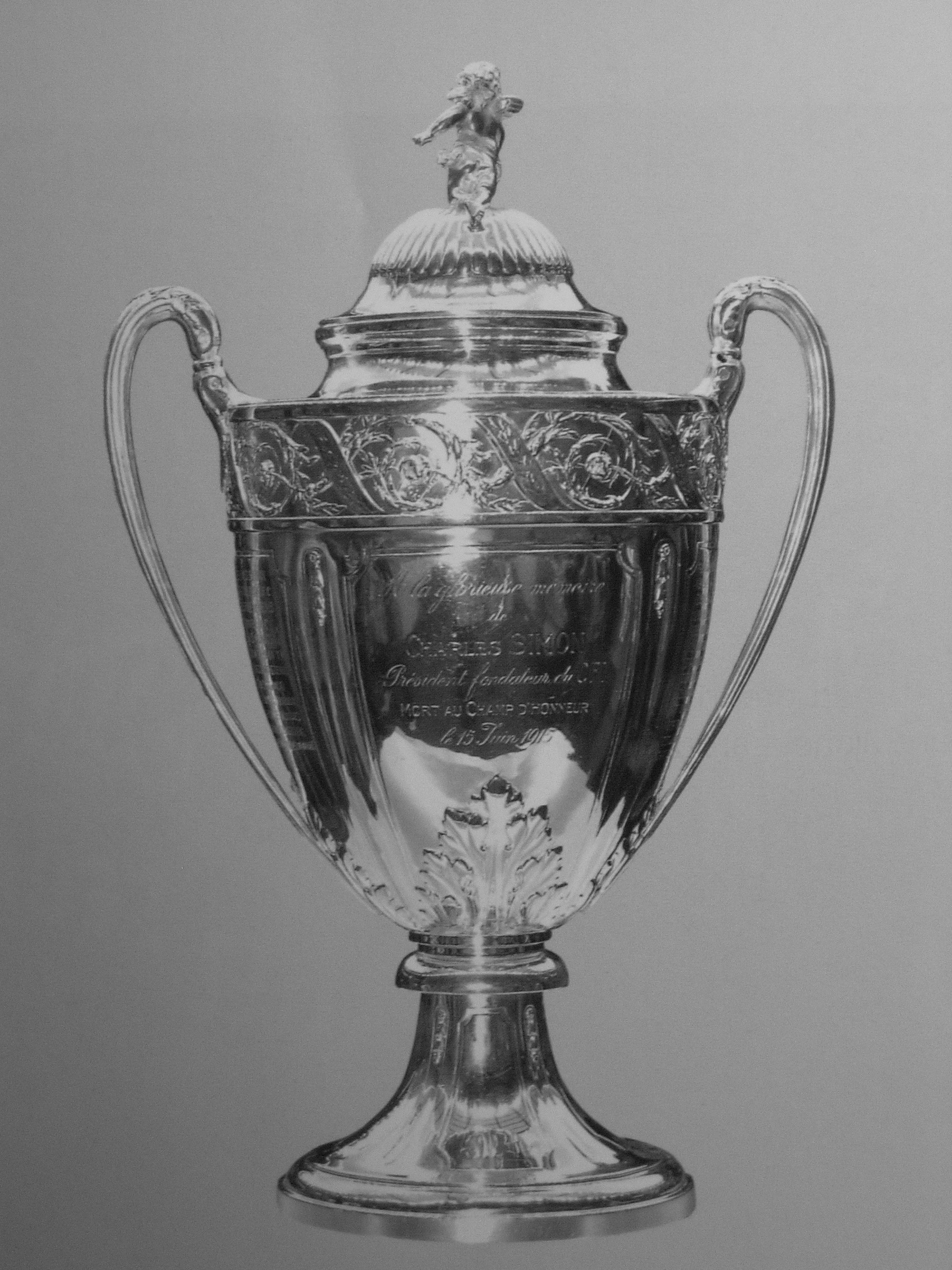
Die Siegestrophäe der Coupe de France: „In ruhmreichem Gedenken an Charles Simon, Gründungspräsident des C. F. I., 1915 auf dem Feld der Ehre gefallen“.

Charles Simon (* 25. September 1882 in Paris; † 15. Juni 1915 nahe Arras) war ein französischer Sportler und Fußballfunktionär.

## Leben
Charles Simon betrieb als Jugendlicher verschiedene Sportarten, wie es für die damalige Zeit nicht untypisch war. Aktive Sportler, insbesondere die älteren, mussten auch häufig selbst organisatorische Aufgaben übernehmen, sodass es zunächst keine Trennung zwischen „Nur-Sportlern“ und „Nur-Funktionären“ gab. Simon trat 1905 als Secrétaire général sportif (Generalsekretär für sportliche Fragen) in die Führungsspitze der katholischen Fédération gymnastique et sportive des patronages de France ein, einem von damals mehreren französischen Sportverbänden, in denen sich auch Fußballer organisieren konnten. Zudem war er Mitherausgeber des offiziellen Verbandsorgans „Les Jeunes“. 1909 erhielt er für seine Dienste einen Lohn von 3000 Francs pro Jahr; er gilt damit als einer der ersten bezahlten Sportfunktionäre. Auch bei einem anderen französischen Sportverband, der Union des sociétés françaises de sports athlétiques, gehörte er zum Führungskreis. Gemeinsam mit Henri Delaunay gründete er im März 1907 das Comité français interfédéral, das eine der Vorgängerorganisationen des französischen Fußballverbandes Fédération Française de Football war, und wurde dessen Gründungspräsident.
Simon nahm als Infanteriesoldat am Ersten Weltkrieg teil und starb bei einem Gefecht, dem „combat du Labyrinthe“, nahe der Stadt Arras. Ihm zu Ehren benannte das Comité français interfédéral den erstmals in der Saison 1917/18 ausgespielten französischen Fußballpokal nach ihm. Eine Widmung für Simon ist in der Pokaltrophäe eingraviert.